# Тачув-Великий
Тачув-Великий (пол. Taczów Wielki) — село в Польщі, у гміні Тшебниця Тшебницького повіту Нижньосілезького воєводства.
Населення — 160 осіб (2011).
У 1975-1998 роках село належало до Вроцлавського воєводства.

## Демографія
Демографічна структура станом на 31 березня 2011 року:
|          | Загалом | Допрацездатний вік | Працездатний вік | Постпрацездатний вік |
| -------- | ------- | ------------------ | ---------------- | -------------------- |
| Чоловіки | 75      | 15                 | 57               | 3                    |
| Жінки    | 85      | 17                 | 55               | 13                   |
| Разом    | 160     | 32                 | 112              | 16                   |